# Imerys
Imerys ist ein börsennotierter französischer Bergbaukonzern mit Hauptsitz in Paris. Er ist in den Bereichen Bergbau, Feuerfestprodukte, Schleifmittel, Additive für Papier und Plastik, sowie Herstellung von Baustoffen tätig. Imerys produziert unter anderem Kaolinit, Perlit, Kieselgur, Graphit, Korund und Calciumcarbonat.

## Geschichte
Das Unternehmen wurde 1880 von der Familie Rothschild unter dem Namen Peñarroya gegründet und trug ab 1974 den Firmennamen Imétal. Damals brachte die Familie Rothschild einige ihrer vielen Tochtergesellschaften aus dem Bereich Bergbau (Gewinnung von mineralischen Rohstoffen) unter einem Dach zusammen.
Von 1961 bis zu seinem Tod 2007 war Guy de Rothschild Mitglied des Aufsichtsrats. Der Sitz seines Sohns Édouard de Rothschild (* 1957) bis 2005, wurde von seiner Ehefrau Arielle Malard de Rothschild (* 1963) übernommen.
1994 übernahm Imétal Lonza G+T mit den Werken Bodio, Lac-des-Îles (Québec) und Willebroek von Lonza und benannte das Unternehmen in Timcal um.
1999 wurde das britische Unternehmen English China Clays erworben und der Name des Gesamtunternehmens auf Imerys geändert, 2000 erfolgte die Übernahme des Marktführers in der Korunderzeugung Treibacher Schleifmittel. 2005 übernahm Imerys vom US-amerikanischen Unternehmen Alleghany Corporation die Tochtergesellschaft World Minerals mit deren Töchtern Celite und Harborlite.
2015 erwarb Imerys das Geschäft mit Kaolin zur Papierbeschichtung von BASF und die aus 4 Werken bestehende Sparte PCC (Precipitated Calciumcarbonate) von Solvay. Im Juli 2017 wurde der Feuerfestkonzern Kerneos übernommen, der Anfang 2018 mit der Feuerfestsparte (Imerys Refractory) zu Imerys Aluminate fusioniert wurde.
Imerys ist zu 57 % im Besitz der von der Pargesa Holding kontrollierten Groupe Bruxelles Lambert.
Seit Anfang der 2020er Jahre gibt es Pläne, östlich von Échassières eine ehemalige Kaolin-Tagebau für die Lithium-Produktion zu reaktivieren.

## Geschäftsbereiche
Performance Minerals
- Americas
- Europe, Middle East, Africa (EMEA)
- Asia, Pacific (APAC)

High Temperature Solutions
- Calderys

Refractory, Abrasives & Construction
- Fused Minerals (bis 2013 Treibacher Schleifmittel)
- Aluminates (bis 2018 Imerys Refractory und Kerneos)